# Поличинецька сільська рада
| Поличинецька сільська рада — колишній орган місцевого самоврядування у Козятинському районі Вінницької області з адміністративним центром у с. Поличинці. Сільській раді підпорядковані населені пункти: - с. Поличинці - с. Мала Клітинка |

## Склад ради
Рада складається з 12 депутатів та голови.

## Керівний склад сільської ради
| ПІБ                          | Основні відомості | Дата обрання | Дата звільнення |
| ---------------------------- | --- | ------------ | --------------- |
| Матковська Таісія Миколаївна | Сільський голова, 1959 року народження, освіта вища, Всеукраїнське об'єднання «Батьківщина», був головою Ради попереднього скликання | 26.03.2006   | 31.10.2010      |
| Рижук Марина Петрівна        | Сільський голова, 1963 року народження, освіта вища, член Партії регіонів                                                            | 31.10.2010   |                 |

Примітка: таблиця складена за даними джерела